# Решавање троугла
Решавање троугла значи налажење преосталих углова и страница када је дат минимум података. Основни елементи троугла су три угла и три странице, а минимум података, чине три од тих основних елемента, од којих је најмање један страница. Наиме, када знамо два угла троугла тада можемо сматрати да знамо и трећи, јер је збир углова у троуглу увек исти, 180°. Међутим, троугао није одређен само својим основним елементима. Могуће је конструисати троугао дат тежишницом (медијаном) и двема страницама, или страницом, висином и углом, итд.

## Оштроугли троугао
Оштроугли троугао има сва три угла мања од правог угла (90 степени). При решавању оштроуглог троугла могућа су следећа четири случаја:
1. дате су три стране (ССС);
2. дате су две стране и угао између њих (СУС);
3. дата је страница и два налегла угла (УСУ);
4. дате су две стране и угао наспрам веће од њих (ССУ).

То су они исти услови који дефинишу подударност троуглова. Размотрићемо сваки од ових задатака и навести бар по једну формулу за проверу добивеног решења.
Задатак СССДате су три странице {\displaystyle a,\;b,\;c} троугла. Наћи његове углове.
1. начинКосинусна теорема {\displaystyle a^{2}=b^{2}+c^{2}-2bc\cos A,} даје угао А, јер {\displaystyle \cos A={\frac {b^{2}+c^{2}-a^{2}}{2bc}}.} Синусна теорема {\displaystyle a:\sin A=b:\sin B} даће даље угао B, јер је {\displaystyle \sin B={\frac {b\sin A}{a}}.} На крају, трећи угао С можемо наћи и као суплемент (суплементни углови се допуњавају до 180°) претходна два, тј. {\displaystyle C=180^{o}-(A+B).} Формула за проверу је {\displaystyle a:sinA=c:\sin C.}
2. начинПрво израчунати полуобим {\displaystyle p={\frac {a+b+c}{2}},} затим разлике {\displaystyle p-a,\;p-b,\;p-c,} и тангенсна теорема даће углове:
{\displaystyle \operatorname {tg} {\frac {A}{2}}={\sqrt {\frac {(p-b)(p-c)}{p(p-a)}}},\;\operatorname {tg} {\frac {B}{2}}={\sqrt {\frac {(p-a)(p-c)}{p(p-b)}}},\;\operatorname {tg} {\frac {C}{2}}={\sqrt {\frac {(p-a)(p-b)}{p(p-c)}}}.}
Формула за проверу је {\displaystyle A+B+C=180^{o}.}
Овај задатак има јединствено решење једино ако су збирови по две од датих страница троугла већи од треће странице, тј. {\displaystyle a+b>c,\;b+c>a,\;c+a>b.} Дакле, ако важи тзв. неједнакост троугла. Ако бар један од ових услова није испуњен онда уопште нема решења.
Задатак СУСДате су две стране {\displaystyle a,\;b\;(a>b)} и угао С. Наћи страницу с и углове A, B.
РешењеКосинусна теорема даје страницу {\displaystyle c={\sqrt {a^{2}+b^{2}-2ab\cos C}}.} Синусна теорема даће углове. Из a>b следи да је угао B оштар, па према томе прво тражимо {\displaystyle \sin B={\frac {b\sin C}{c}},} па налазимо угао B, а онда угао А који је суплементан угловима B, C, тј. {\displaystyle A=180^{o}-(B+C).} Формула за проверу: {\displaystyle a:\sin A=b:\sin B.}
Задатак има једниствено решење ако је {\displaystyle C<180^{o}.}
Задатак УСУДата је страница а и углови B и C. Наћи странице b, c и угао А.
РешењеПрво налазимо угао {\displaystyle A=180^{o}-(B+C).} Затим, синусна теорема два пута, даје: {\displaystyle b={\frac {a\sin B}{\sin A}},\;c={\frac {a\sin C}{\sin A}}.} Формула за проверу је {\displaystyle a^{2}=b^{2}+c^{2}-2bc\cos A.} Задатак има јединствено решење ако је {\displaystyle B+C<180^{o}.}
Задатак ССУДате су две странице a, b и угао А. Наћи страницу с и углове B, C.
РешењеСинусна теорема {\displaystyle \sin B={\frac {b\sin A}{a}}} даће угао B. Затим, угао С налазимо као суплемент угловима А и B, тј. {\displaystyle C=180^{o}-(A+B).} На крају, још једном, синусна теорема {\displaystyle c={\frac {a\sin C}{\sin A}},} даје страницу с. Формула за проверу: {\displaystyle a^{2}=b^{2}+c^{2}-2bc\cos A.}
Када је a>b тада је {\displaystyle a>b\sin A,} па је {\displaystyle \sin B={\frac {b\sin A}{a}}<1.} Према томе задатак има јединствено решење, јер је угао B оштар независно од тога какав је угао А.
Када је a<b тада је A<B. Троугао је правоугли, или, ако је {\displaystyle b\sin A<a,} задатак има два решења, јер се могу добити две вредности за угао B, оштар и туп угао. Трећи овај случај, {\displaystyle b\sin A>a,} тј. {\displaystyle \sin B>1,} нема решење.
Када је a=b тада је A<90° и B<90°. Задатак тада има јединствено решење.